# Conjunto Arquitetônico da Pampulha
O Conjunto Arquitetônico da Pampulha é um grupo de monumentos situados nos arredores da Lagoa da Pampulha, localizada no município brasileiro de Belo Horizonte (capital de Minas Gerais), concebido por Oscar Niemeyer em 1944, com projetos estruturais do engenheiro Joaquim Cardozo sob encomenda do então prefeito Juscelino Kubitschek.
Juscelino desejava desenvolver uma área ao norte da cidade, chamada Pampulha. Encomendou então ao jovem e já reconhecido arquiteto Oscar Niemeyer o projeto de um conjunto de edifícios em torno da lagoa artificial da Pampulha: um casino, uma igreja, uma casa de baile, um clube e um hotel. À exceção do hotel, o conjunto se concretizou com a inauguração em 16 de maio de 1943, nas presenças do presidente Getúlio Vargas e do governador do estado de Minas Gerais, Benedito Valadares. O casino se tornou o Museu de Arte da Pampulha em 1957.
Em 2013, a prefeitura de Belo Horizonte manifestou interesse em apresentar a candidatura do Conjunto Arquitetônico da Pampulha para receber o título de Patrimônio Mundial da UNESCO. Uma representante da UNESCO visitou a região em 2015, ano em que a Pampulha era única candidata. Para garantir melhores condições do patrimônio, o MAP receberá uma grande reforma durando dois anos a partir de julho de 2016, e duas praças da região terão seus projetos de paisagismo recuperados. Em 17 de julho de 2016, o local passou a ser considerado um Patrimônio da Humanidade após reunião de membros da Unesco em Istambul, na Turquia. É categorizado como uma Paisagem Cultural.

## Edificações

### Igreja

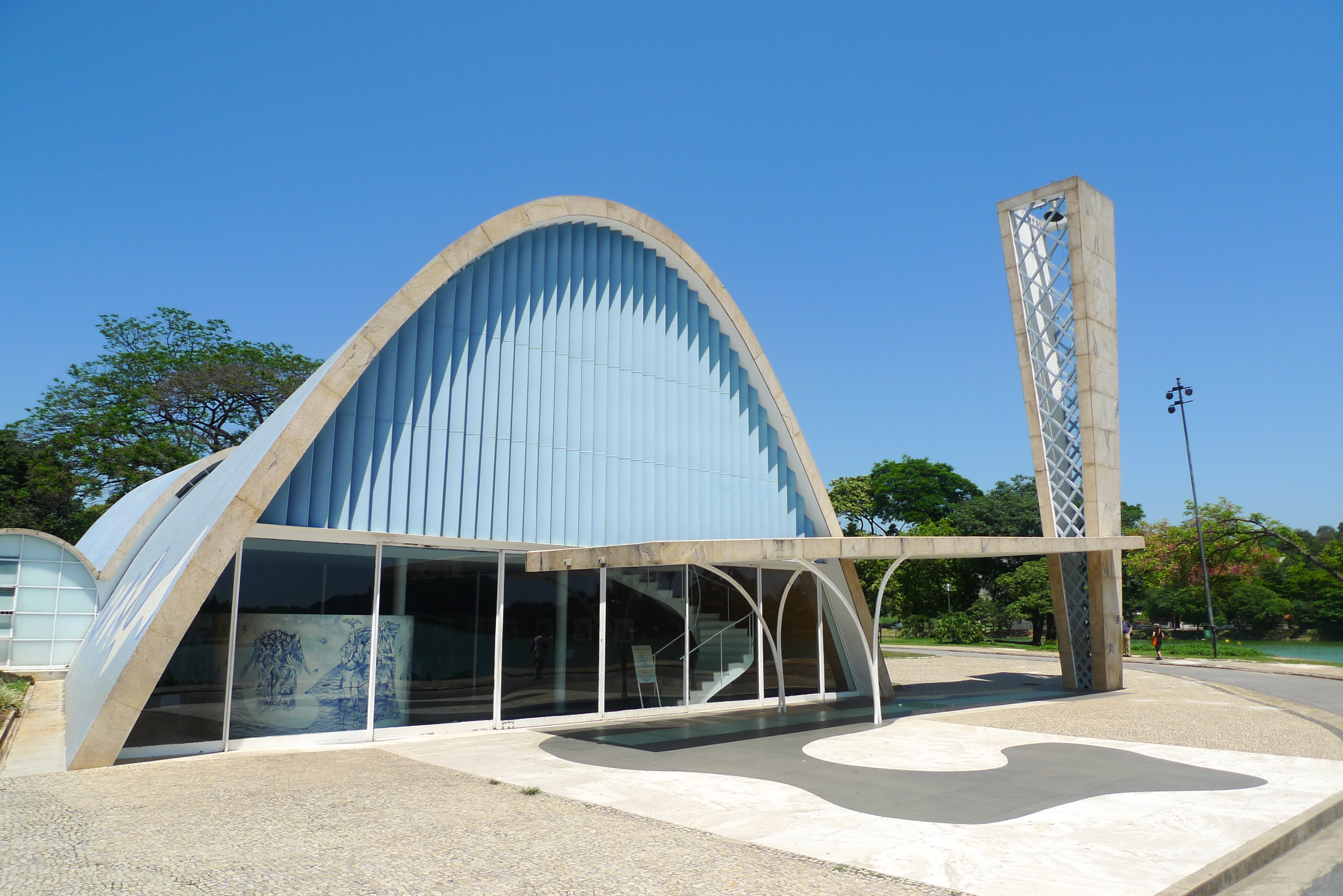
Igreja de São Francisco de Assis

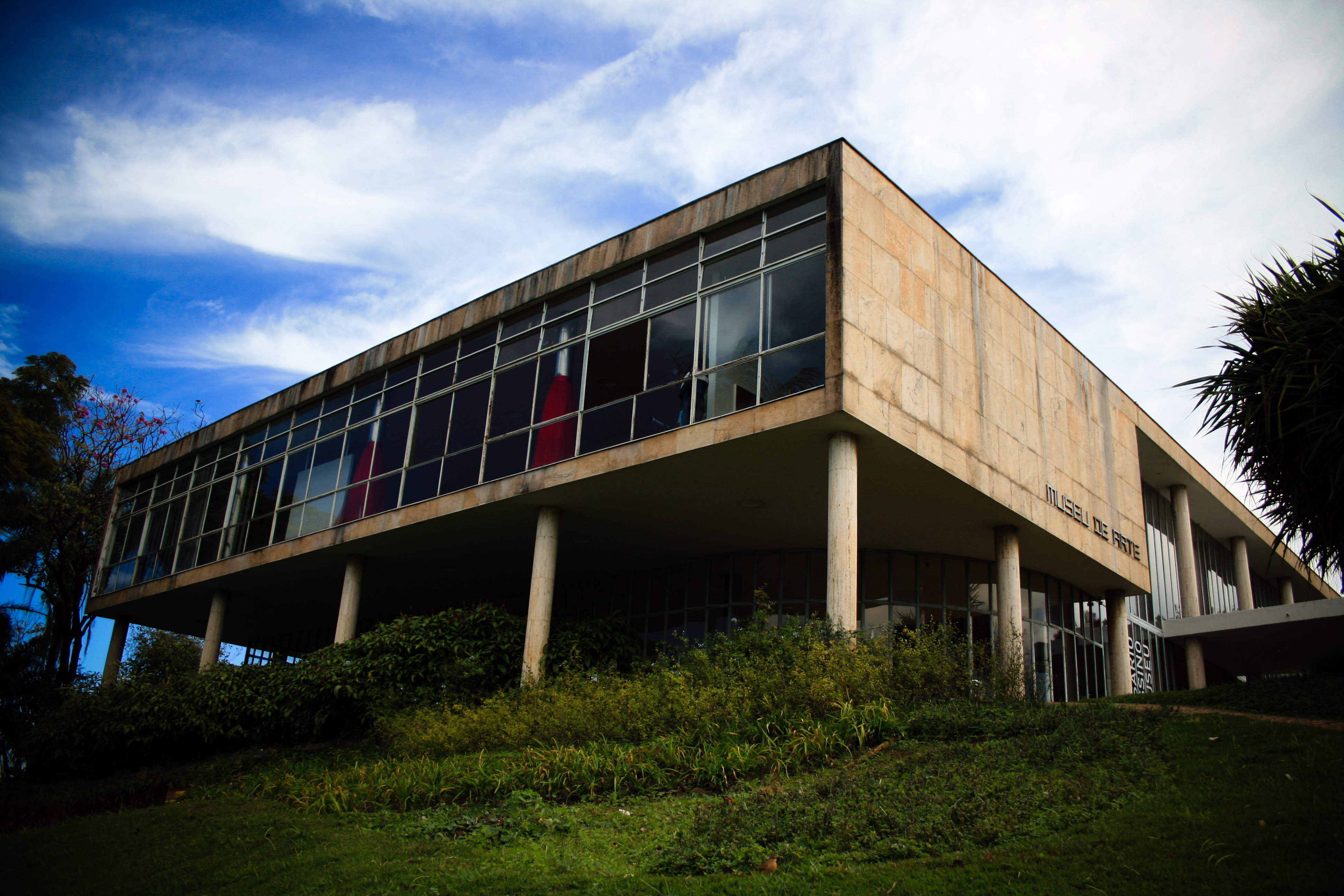
Museu de Arte da Pampulha

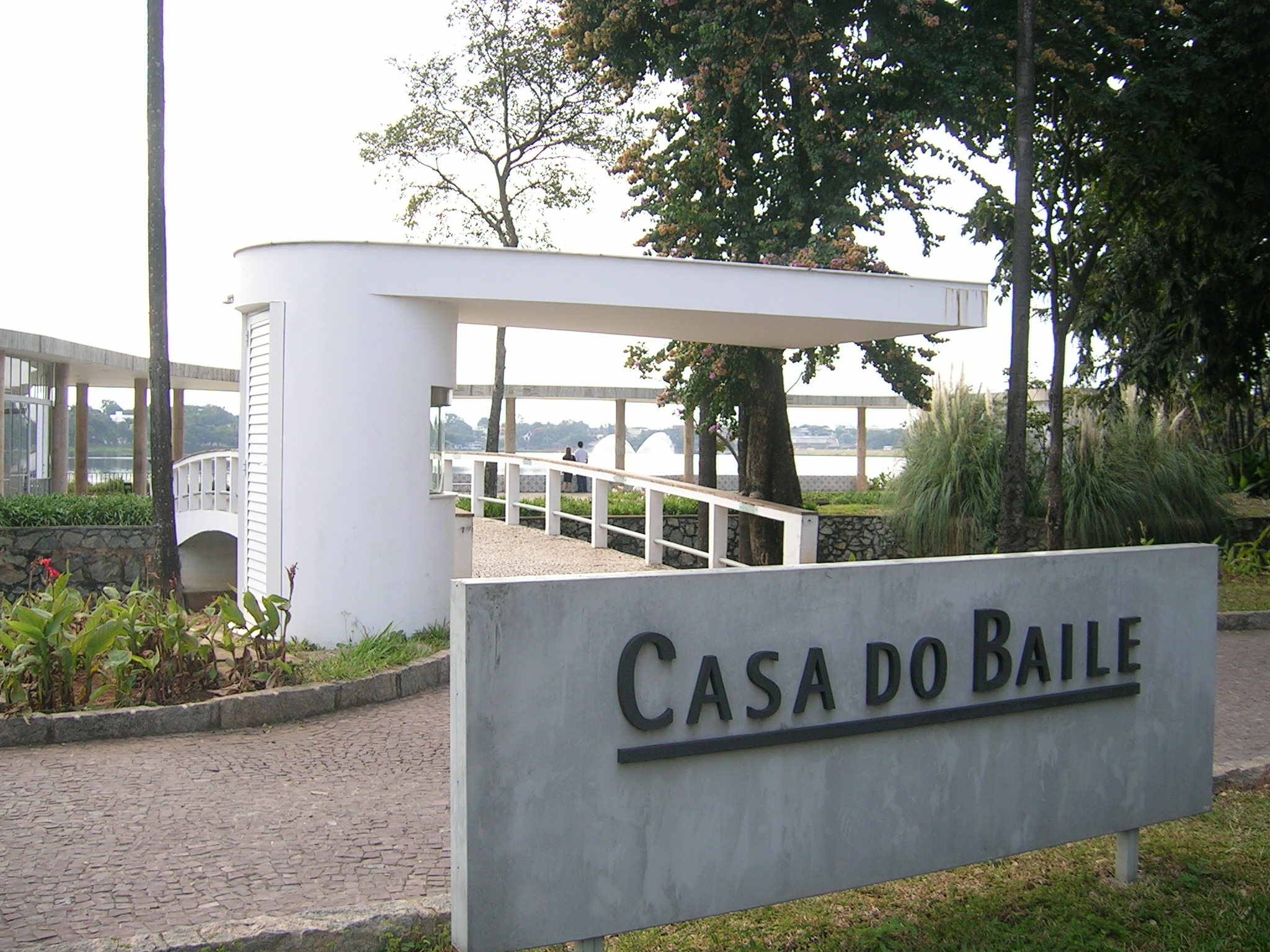
Casa do Baile

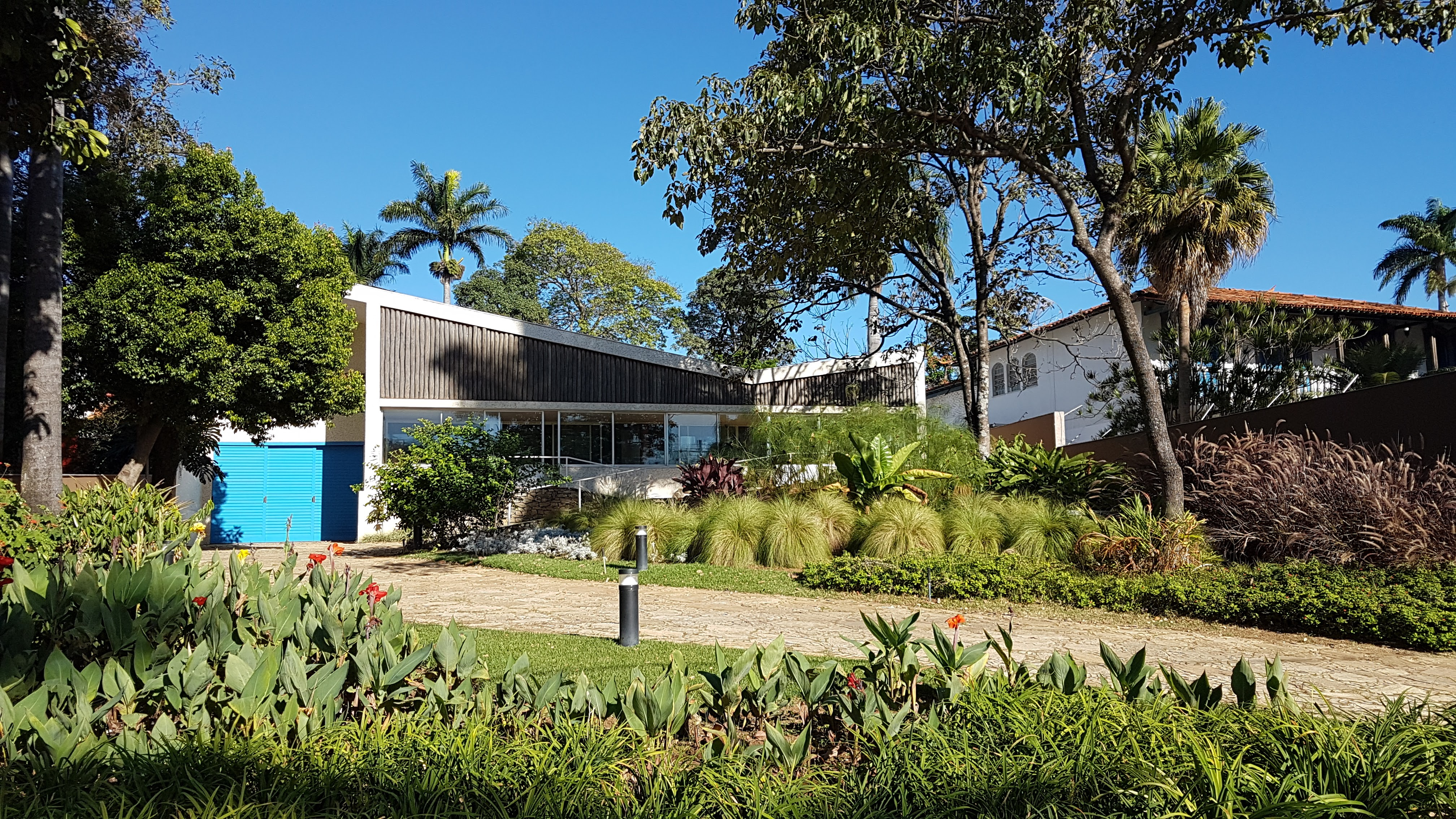
Casa Kubitschek

É considerada a obra-prima do conjunto. Na concepção da capela, Oscar Niemeyer faz novos experimentos em concreto armado, abandonando a laje sobre pilotis e criando uma abóbada parabólica em concreto, até então só utilizada em hangares. A abóbada na capela da Pampulha seria ao mesmo estrutura e fechamento, eliminando a necessidade de alvenarias. Inicia aquilo que seria a diretriz de toda a sua obra: uma arquitetura onde será preponderante a plasticidade da estrutura de concreto armado, em formas ousadas, inusitadas e marcantes. O projeto estrutural coube ao engenheiro Joaquim Cardozo, tido por Niemeyer como o "brasileiro mais culto que existia".
Apesar da consagração por arquitetos e artistas, a capela – inaugurada em 1943 – foi mal recebida pela arquidiocese, que recusou-se a aceitá-la e só foi consagrada 17 anos depois, em 1959.

### Museu de arte
O Museu de Arte da Pampulha (MAP) foi o primeiro edifício do conjunto a ser construído. Em sua concepção, nota-se a influência de Le Corbusier, principalmente na fachada, em travertino e vidro. O casino funcionou até 30 de abril de 1946, quando o presidente Gaspar Dutra proibiu jogo em todo território nacional. Em 1957, passou a funcionar como Museu de Arte.
O MAP possui um acervo de 1 600 obras, dentre elas, mostras da Arte Contemporânea brasileira, que enfocam variadas tendências artísticas. Um dos destaques do acervo são as obras de Guignard. Seu acervo reúne obras de diversos artistas plásticos como Oswaldo Goeldi, Fayga Ostrower e Anna Letycia, obras de modernistas como Di Cavalcanti, Livio Abramo, Bruno Giorgi e Ceschiatti e dos contemporâneos Antonio Dias, Frans Krajcberg, Ado Malagoli, Iberê Camargo, Tomie Ohtake, Ivan Serpa, Milton Dacosta, Alfredo Volpi, Franz Weissmann, entre outros.

### Casa do Baile
Inaugurada em 1943, acabou desativada em 1948 após o fechamento do casino em 1946. A casa do baile se localiza em uma ilhota artificial, acessada por uma ponte de onze metros. Destaca-se pelas formas da fachada e marquise sinuosa.

### Iate Tênis Clube
Construído em 1942, com o nome de Iate Golfe Clube, e tombado em 1994 pelo Iphan, a arquitetura do Iate Tênis Clube (ITC) remete a um barco que se lança nas águas da Pampulha. Os jardins são de Roberto Burle Marx. O único prédio do complexo que não remonta à arquitetura original é um anexo construído na década de 1970, onde se localizam um salão de festa e academia de ginástica. Em 2016, a prefeitura de Belo Horizonte entrou em acordo com o ITC para desapropriar o local para demolição, já que a UNESCO ressaltou que a diferença causada pelo anexo atrapalha a possível eleição de Patrimônio Cultural.

### Casa Kubitschek
Projetada na década de 40 para ser residência de fim de semana de Juscelino Kubitschek, possui características da arquitetura moderna. Os jardins e pomar são de Burle Marx. Funciona como espaço cultural e museu que abriga objetos da época. Um convite aos estímulos sensoriais e espaciais.